# 小鎮滋味
《小鎮滋味》（英語：Santa Clarita Diet）是一部由維克多·佛瑞斯可開創，於2017年2月3日在Netflix開播的美國恐怖喜劇，由茱兒·芭莉摩和提摩西·奧利芬主演。 佛瑞斯可擔任節目統籌，並與芭莉摩、奧利芬、亞倫·凱普倫、翠西·卡茲奇、克里斯·米勒和安珀·處斯戴爾共同擔任執行製作。
2017年3月29日，Netflix宣布續訂第2季。2018年5月8日，宣布續訂第3季，於2019年3月29日播放。2019年4月26日，本劇被取消。

## 劇情
已婚夫婦席拉和喬爾是聖塔克拉利塔的房地產仲介，某天他們的生活突然來了一個巨大黑暗的轉彎，席拉居然變成了喪屍，需要靠吃人肉為生。

## 演員
- 茱兒·芭莉摩 飾演 席拉·哈蒙德（Sheila Hammond）

房地產經紀人，喬爾的妻子，與喬爾自高中起相愛至今。某日，在大量激烈的嘔吐後起死回生，成為了一個必須吃人肉的喪屍。
- 提摩西·奧利芬 飾演 喬爾·哈蒙德（Joel Hammond）

房地產經紀人，席拉的丈夫。對自己的人生感到疑惑，因為妻子竟然成了喪屍，於是開啟了這段婚姻的新旅程。
- 麗芙·休森 飾演 艾比·哈蒙德（Abby Hammond）[8][9]

席拉和喬爾的女兒，高中生，艾瑞克的同學。
- 斯凱勒·吉桑多（英语：Skyler Gisondo） 飾演 艾瑞克·比米斯（Eric Bemis）[10]

哈蒙德一家的鄰居，高中生，丹的繼子，暗戀艾比。

### 常設角色
- 李卡多·查維拉（英语：Ricardo Antonio Chavira） 飾演 丹·帕爾默（Palmer）[11]

郡警副警長，哈蒙德一家的鄰居，艾瑞克的繼父。
- 瑪莉·伊莉莎白·艾勒斯（英语：Mary Elizabeth Ellis） 飾演 麗莎·帕爾默（Lisa Palmer）[12]

哈蒙德一家的鄰居，艾瑞克的母親。
- 理查·T·瓊斯（英语：Richard T. Jones） 飾演 瑞克（Rick）

哈蒙德一家的鄰居，為一名警察，喬爾的朋友。
- 喬伊·奧斯曼斯基（英语：Joy Osmanski） 飾演 亞朗卓拉（Alondra）

哈蒙德一家的鄰居，瑞克的妻子。
- 娜塔莉·摩拉利斯（英语：Natalie Morales (actress)） 飾演 安妮·加西亞（Anne Garcia）

警長副手，丹的搭檔。
- 托馬斯·列儂 飾演 諾瓦克（Novak）

高中校長
- 葛蕾絲·薩布麗斯基（英语：Grace Zabriskie） 飾演 貝卡維克太太（Mrs. Bakavic）

諾瓦克的奶奶
- 道比·歐帕瑞 飾演 洛基·海斯（Loki Hayes）

遭判有罪的罪犯
- 波蒂亞·德·羅西 飾演 可樂·沃夫（Cora Wolf）

一名研究喪屍的博士
- 雷蒙娜·楊（英语：Ramona Young） 飾演 拉蒙娜（Ramona）

大賣場員工

### 客串演出
- 内森·菲利安 飾演 蓋瑞·威斯特（Gary West）

房地產經紀人，哈蒙德夫婦的同事。
- 安迪·里希特 飾演 卡爾·寇比（Carl Coby）

哈蒙德夫婦的上司
- 派頓·奧斯瓦特（英语：Patton Oswalt） 飾演 哈斯密迪（Hasmedi）[13]

病毒學家
- 瑞安·漢森 飾演 鮑伯·強納斯（Bob Jonas）

麗莎的戀人
- 德瑞克·沃特斯（英语：Derek Waters） 飾演 安東（Anton）

陰謀論者
- 拉維·帕特爾（英语：Ravi Patel (actor)） 飾演 萊恩（Ryan）

## 集數

### 第一季
| 總集數 | 集數 （季） | 標題                                          | 導演          | 編劇                    | 上線日期     |
| ------ | ----------- | --------------------------------------------- | ------------- | ----------------------- | ------------ |
| 1      | 1           | So Then a Bat or a Monkey                     | 魯賓·弗來舍   | 維克多·佛瑞斯可         | 2017年2月3日 |
| 2      | 2           | We Can't Kill People!                         | 魯賓·弗來舍   | 維克多·佛瑞斯可         | 2017年2月3日 |
| 3      | 3           | We Can Kill People                            | 馬爾克·巴克蘭 | 克雷·格雷罕             | 2017年2月3日 |
| 4      | 4           | The Farting Sex Tourist                       | 肯·克皮斯     | 邁克爾·A·羅斯           | 2017年2月3日 |
| 5      | 5           | 人吃人 Man Eat Man                            | 馬爾克·巴克蘭 | 查德·金登               | 2017年2月3日 |
| 6      | 6           | Attention to Detail                           | 克雷格·澤斯克 | 萊拉·柯罕-米契歐        | 2017年2月3日 |
| 7      | 7           | 奇怪還是自私？ Strange or Just Inconsiderate? | 琳恩·薛爾頓   | 班·史密斯               | 2017年2月3日 |
| 8      | 8           | How Much Vomit?                               | 史蒂夫·平克   | 亞倫·布朗斯坦 西蒙·甘茲 | 2017年2月3日 |
| 9      | 9           | The Book!                                     | 坦拉·黛維絲   | 莎拉·沃克               | 2017年2月3日 |
| 10     | 10          | Baka, Bile and Baseball Bats                  | 狄恩·派里索特 | 克雷·格雷罕             | 2017年2月3日 |

### 第二季
| 總集數 | 集數 （季） | 標題                 | 導演          | 編劇                    | 上線日期      |
| ------ | ----------- | -------------------- | ------------- | ----------------------- | ------------- |
| 11     | 1           | No Family is Perfect | 肯·克皮斯     | 維克多·佛瑞斯可         | 2018年3月23日 |
| 12     | 2           | Coyote in Yoga Pants | 馬爾克·巴克蘭 | 邁克爾·A·羅斯           | 2018年3月23日 |
| 13     | 3           | Moral Gray Area      | 肯·克皮斯     | 克雷·格雷罕             | 2018年3月23日 |
| 14     | 4           | The Queen of England | 亞當·阿金     | 查德·金登               | 2018年3月23日 |
| 15     | 5           | Going Pre-med        | 馬爾克·巴克蘭 | 班·史密斯               | 2018年3月23日 |
| 16     | 6           | Pasión               | 史蒂夫·平克   | 亞倫·布朗斯坦 西蒙·甘茲 | 2018年3月23日 |
| 17     | 7           | A Change of Heart    | 傑法·馬穆德   | 梅麗莎·杭特             | 2018年3月23日 |
| 18     | 8           | Easels and War Paint | 史蒂夫·平克   | 凱特琳·米爾斯           | 2018年3月23日 |
| 19     | 9           | Suspicious Objects   | 潔米·巴比特   | 蘿蜜·巴塔               | 2018年3月23日 |
| 20     | 10          | 大比目魚！ Halibut!  | 馬爾克·巴克蘭 | 維克多·佛瑞斯可         | 2018年3月23日 |

## 評價
《小鎮滋味》獲得電視評論家普遍的好評。在爛蕃茄整合的評論中，第1季獲得75%新鮮度、7.18/10分（64位評論家），影評家共識：「《小鎮滋味》有相當傑出的演員，偶發笑料，亦引人入戲，但血腥的程度未必能符合每個人的胃口。」在Metacritic整合的評論中，獲得了66分（滿分100分，31位評論家），屬普遍的好評。
在爛蕃茄整合的評論中，第2季獲得82%新鮮度、7.08/10分（11位評論家），影評家共識：「《小鎮滋味》以毫無間段的喜劇成分，與為可愛的角色－－大量－－流淌的喜愛，延續第1季的氣勢。」但在Metacritic整合的評論中，其收錄的兩篇評論均只給出50分（滿分100分）的評價。

## 外部連結
- 在Netflix上觀看《小鎮滋味》
- 小鎮滋味的Instagram帳戶
- 互联网电影数据库（IMDb）上《小鎮滋味》的资料（英文）